# Boss (canción de Fifth Harmony)
«Boss» (o también "BO$$") es una canción del grupo estadounidense de chicas Fifth Harmony. Fue escrito por Eric Frederic, Joe Spargur, Daniel Kyriakides, Gamal "LunchMoney" Lewis, Jacob Kasher y Taylor Parks, y producido por Ricky Reed, Joe London y Daylight. Fue lanzado el 7 de julio de 2014 como el sencillo principal de su álbum de estudio de debut Reflection (2015). Líricamente, "Boss" es una canción feminista de empoderamiento.
La canción alcanzó el puesto número 43 en el Billboard Hot 100 de Estados Unidos, el número 37 en el Top 40 de Mainstream de Estados Unidos y número 75 en el Canadian Hot 100. Alcanzó el top 40 en países como España y el Reino Unido. La canción fue certificada platino por la Asociación de la Industria de Grabación de América.
Un vídeo musical acompañó a la canción, coreografiado y dirigido por Fatima Robinson, fue lanzado a la página de Vevo de la banda que mostraba al grupo actuando con sillas e interactuando en una sesión de fotos y un concurso de lucha libre.

## Antecedentes
El 30 de mayo de 2014, Fifth Harmony interpretó un fragmento de la pista cerca del final de su actuación en el Kiss 108 FM Concert en Boston. La canción fue confirmada más adelante para su álbum debut, fijado para ser lanzado en el otoño 2014.
En una entrevista a MTV, Fifth Harmony declaró que "El punto entero de esta canción es para las chicas que son de nuestra edad para encenderlo y sentirse seguro y fortalecido porque a esta edad ser inseguro es algo tan común. sí que creo que cuando activas esta canción, te sientes sexy y te sientes bien contigo mismo ." En Today Show, donde el grupo de chicas presentó el sencillo en vivo por primera vez. Después de la actuación dijeron; "Sentimos que tantas personas son competitivas entre sí y queremos reunir a todos y hacer que la gente se aliente unos a otros, de eso se trata"

## Recepción

### Recepción de la crítica
Brie Hiramine, de J-14, dio una opinión positiva diciendo que "el nuevo sencllo Boss" de Fifth Harmony sonó bastante feroz cuando escuchamos un fragmento corto de la canción el mes pasado, podemos confirmar que el grupo ha aumentado sus niveles de ferocidad." James Dinh de SheKnows también dio a la pista una revisión positiva diciendo:" Fifth Harmony está listo para mostrar su lado adulto y sexy o al menos Como todos los grupos de chicas que han llegado antes que ellas, el productor de The X Factor 2012 está de vuelta con su nuevo sencillo, 'Boss' y una imagen que es sólo un poco más luchadora que cuando lanzaron el año pasado Better Together."
Carolyn Menyes de Music Times dio una revisión positiva diciendo: "Lleno de influencias de la música urbana, 'Boss' muestra una más madurez a Fifth Harmony, con ritmos tribales que se despliegan bajo la bengala femenina de la pista.(La canción también nombra cheques como Kanye West, Kim Kardashian and Beats por Dre),  "Boss" podría muy bien llegar a ser anticuado en los próximos años, pero por ahora es el tipo de ballsy pop músicade empoderamiento que se necesita ".  Christina Lee de Idolator también fue positiva con la canción, diciendo que, "The Boss demuestra ser un himno de la muchacha que trabaja en la tradición de "Bills, Bills, Bills," Kelis "Bossy" y de TLC "No Scrubs" Aunque para una edad de filmar #NaeNae Vines en la Casa Blanca. El mentor Simon Cowell de The X Factor estaba en algo - con canciones como el experto "Boss", grupos de chicas estaban obligados a volver con estilo ".

### Desempeño comercial
El 17 de julio de 2014, "Boss" debutó en el número 43 en el Billboard Hot 100 de Estados Unidos con 75.000 ventas en la primera semana, convirtiéndose en las mejores ventas de la semana del grupo, así como la canción más alta en ese momento.
El productor de la canción, Ricky Reed, declaró que "Boss" fue censurada de algunas radios en todo el país debido a las referencias de la primera dama Michelle Obama.

## Vídeo musical
El vídeo oficial de la canción se transmitió en línea en el sitio web de MTV el 7 de julio de 2014 y fue lanzado en el canal Vevo oficial de Fifth Harmony el 8 de julio de 2014. Escenas en el vídeo incluyen coreografía en sillas y sesión de fotos,.
El vídeo musical fue dirigido y coreografiado por Fátima Robinson. Un vídeo detrás de cámaras fue lanzado el 11 de julio de 2014.

## Lista de canciones
- Descarga Digital

1. "Boss" – 2:51

- UK Digital single

1. "Boss" – 2:51
2. "Sledgehammer" – 3:52

- Promo CD

1. "Boss" (Radio Edit) - 2:51
2. "Boss" (Álbum Versión) - 2:51
3. "Boss" (Instrumental) - 2:51

## Posicionamiento en listas y certificaciones

### En listas
| Listas (2014)                             | Posición |
| ----------------------------------------- | -------- |
| Canadá (Canadian Hot 100)                 | 75       |
| República Checa (Singles Digitál Top 100) | 39       |
| Eslovaquia (Singles Digitál Top 100)      | 40       |
| España (PROMUSICAE)                       | 37       |
| Escocia (Official Charts Company)         | 12       |
| UK Singles (Official Charts Company)      | 21       |
| US Billboard Hot 100                      | 42       |
| US Mainstream Top 40 (Billboard)          | 37       |

### Certificaciones
| País           | Organismo certificador | Certificación | Simbolización | Ventas    | Ref.   |
| -------------- | ---------------------- | ------------- | ------------- | --------- | ------ |
| Estados Unidos | RIAA                   | 2x Platino    | ▲             | 2 000 000 | [ 13 ] |
| 🇬🇧 Reino Unido | BPI                    | Plata         |               | 200 000   |        |